# 熊本市立西里小学校
熊本市立西里小学校（くまもとしりつ にしざとしょうがっこう）は、熊本県熊本市北区下硯川町にある公立小学校。

## 沿革
- 1875年（明治8年） - 硯川堂創立
- 1876年（明治9年） - 立福寺小学校、岩下小学校、徳王小学校創立
- 1881年（明治14年） - 岩下小学校と徳王小学校が合併して日新小学校となる
- 1883年（明治16年） - 硯川堂が坂下分校となる
- 1887年（明治20年） - 坂下分校が硯川尋常小学校となる
- 1888年（明治21年） - 立福寺小学校が寺迫小学校となる
- 1903年（明治26年） - 日新小学校が五丁尋常小学校となる
- 1911年（明治44年） - 硯川尋常小学校と寺迫小学校が合併して西尋常高等小学校となる
- 1925年（大正14年） - 五丁尋常小学校が西里南尋常小学校となる
- 1939年（昭和14年） - 西里南尋常小学校が西里南尋常高等小学校となる
- 1941年（昭和16年） - 西里尋常高等小学校が西里国民学校に、西里南尋常高等小学校が西里南国民学校になる。
- 1947年（昭和22年） - 西里国民学校が西里村立西里小学校に、西里南国民学校が西里南小学校に改称
- 1950年（昭和25年） - 西里南小学校を吸収する。
- 1955年（昭和30年） - 北部村立西里小学校に改称
- 1968年（昭和43年） - 北部町立西里小学校に改称
- 1991年（平成3年） - 熊本市と合併し熊本市立西里小学校に改称

## 委員会
- 美化委員会
- 環境委員会
- 保健委員会
- 計画委員会
- 放送委員会

## 著名な卒業生
- 幸山政史（元熊本市長）